# Rodgallenematode
Rodgallenematoder er plante-parasitiske nematoder fra slægten Meloidogyne. De findes i jord i områder med varmt klima eller korte vintre. Omkring 2000 planter på verdensplan er sårbare overfor infektion med rodgallenematoder, og de forårsager omkring 5% af globalt afgrødetab. Rodgallenematoderlarver inficerer plantens rod, hvilket forårsager udviklingen af rodknudegalle, som dræner plantens fotosyntat og næring. Infektion af unge planter kan være dødelig, mens infektion af fuldt udvoksede planter typisk forårsager mindre høst.